# Clásico (Paraguay)
Pour les articles homonymes, voir Classico et Superclásico (homonymie).
La rivalité entre le Cerro Porteño et le Club Olimpia, se réfère à l'antagonisme entre les principaux clubs de football d'Asuncion, la capitale du Paraguay. L'opposition entre les deux clubs porte les surnoms de Clásico del fútbol paraguayo (français : Classique du football paraguayen) ou de Superclásico (français : Superclassique).
Le Club Olimpia voit le jour en 1902 et évolue au stade Manuel Ferreira. Le Cerro Porteño est créé dix années plus tard en 1912 et dispute ses matchs au stade General Pablo Rojas. 
Les rencontres sont régies par une rivalité sportive qui apparait dès les premières éditions du championnat paraguayen, créé en 1906. Sur les huit compétitions disputées de 1912 à 1919, les deux clubs remportent trois et quatre titres. Depuis, cette rivalité ne diminue pas du fait que les deux clubs sont régulièrement aux prises pour l'obtention du sacre de champion. À cela s'ajoute d'une manière plus générale, une rivalité de prestige où le Cerro Porteño souligne son plus grand nombre de victoires dans les classiques et le Club Olimpia son palmarès plus fourni tant sur le plan national qu'international.

## Navigation